# Wilhelm Beyer

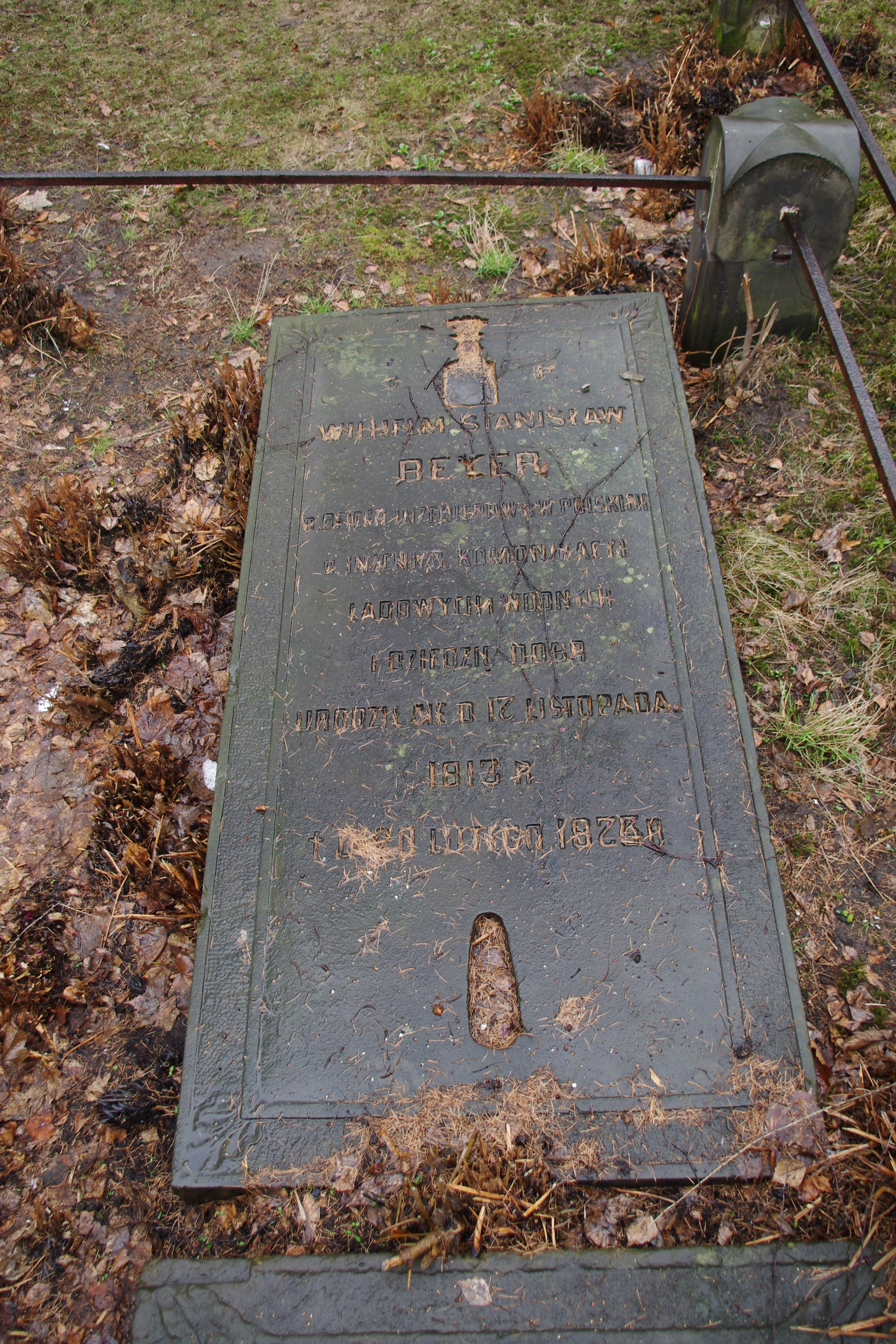
Grób inż. Wilhelma Stanisława Beyera (1813-1874) na Cmentarzu ewangelicko-reformowanym w Warszawie

Wilhelm Stanisław Beyer (ur. 17 listopada 1813, Warszawa  – zm. 20 lutego 1874 tamże), inżynier, uczestnik powstania listopadowego. 
Beyer był najstarszym synem dyrektora loterii warszawskiej Wilhelma Beyera (zm. 1819) i malarki Henryki Beyer z Minterów, kalwinistów, bratem  Henryka i Karola Beyerów. Wraz z braćmi uczęszczał do Liceum Warszawskiego, po czym studiował inżynierię komunikacji wodnych i lądowych w Szkole Politechnicznej w Warszawie. Po wybuchu powstania listopadowego wstąpił w szeregi Gwardii Narodowej.
Musiał być cenionym specjalistą, gdyż pochodząc z rodziny niezbyt zamożnej i wcześnie osieroconej przez ojca dorobił się dwóch folwarków na Mazowszu o nazwach Obrąb i Zamienie. Był dwukrotnie żonaty; o pierwszej żonie nic nie wiadomo, drugą była Maria ze znanej lekarskiej rodziny Neugebauerów. Obaj synowie, Juliusz Karol (ur. 1839) i Władysław Jan (ur. 1844) walczyli w powstaniu styczniowym. O ich dalszych losach nic nie wiadomo.
Wilhelm Beyer został pochowany obok matki i braci na cmentarzu kalwińskim w Warszawie (Kwatera E, rząd 3, nr 1).